# Mourning in the Morning
Mourning in the Morning — дебютний студійний альбом американського блюзового музиканта Отіса Раша, випущений лейблом Cotillion Records у серпні 1969 року. 
Продюсерами виступили Майк Блумфілд і Нік Гравенітес (на той час учасники гурту The Electric Flag), а в записі взав участь ритм-гурт Muscle Shoals Rhythm Section. Також до запису був запрошений гітарист Двейн Оллмен.

## Історія створення
У 1965 році Раш випустив збірку Chicago/The Blues/Today! Vol.2 на Vanguard Records, завдяки якому він став відомим серед білих слухачів. Одним з таких слухачів став Майк Блумфілд, гітарист Paul Butterfield Blues Band. Блумфілд переконав свого менеджера зайнятися справами Раша і допоміг йому отримати контракт з лейблом Cotillion Records. У серпні 1969 році вийшов перший альбом Раша під назвою Mourning in the Morning, продюсером якого стали Блумфілд і Нік Гравенітес. Звук, що увібрав у себе рок і соул, став новим етапом музичної еволюції для Раша.
У записі взяв участь ритм-гурт Muscle Shoals Rhythm Section. Також до участі був запрошений гітарист Двейн Оллмен.
Однак після виходу платівка не мала великого успіху ні серед слухачів, ні серед музичних критиків.

## Список композицій
1. «Me» (Майк Блумфілд, Нік Гравенітес) — 2:57
2. «Working Man» (Майк Блумфілд, Нік Гравенітес) — 2:25
3. «You're Killing My Love» (Майк Блумфілд, Нік Гравенітес) — 3:02
4. «Feel So Bad» (Чак Вілліс) — 3:42
5. «Gambler's Blues» (Б. Б. Кінг, Жуль Тауб) — 5:41
6. «Baby, I Love You» (Ронні Шеннон) — 3:06
7. «My Old Lady» (Майк Блумфілд, Нік Гравенітес) — 2:12
8. «My Love Will Never Die» (Віллі Діксон, Отіс Раш) — 4:32
9. «Reap What You Sow» (Пол Баттерфілд, Майк Блумфілд, Нік Гравенітес) — 4:55
10. «It Takes Time» (Отіс Раш) — 3:26
11. «Can't Wait No Longer» (Майк Блумфілд, Нік Гравенітес) — 3:34

## Учасники запису
- Отіс Раш — гітара, вокал
- Аарон Варнелл, Джо Арнольд — тенор-саксофон
- Ронні Ідс — баритон-саксофон
- Джин Міллер — труба
- Джиммі Джонсон, Двейн Оллмен — гітара
- Джеррі Джеммотт — бас-гітара
- Беррі Беккетт, Майк Нафталін — клавішні
- Роджер Гокінс — ударні

Технічний персонал
- Майк Блумфілд, Нік Гравенітес — продюсер
- Нік Гравенітес — текст
- Мікі Бакінгс — інженер [запис]
- Морріс Макнамара — фотографія [обкладинка]
- Лорінг Ютемі — дизайн [обкладинка]